# Fabrizio Zilibotti

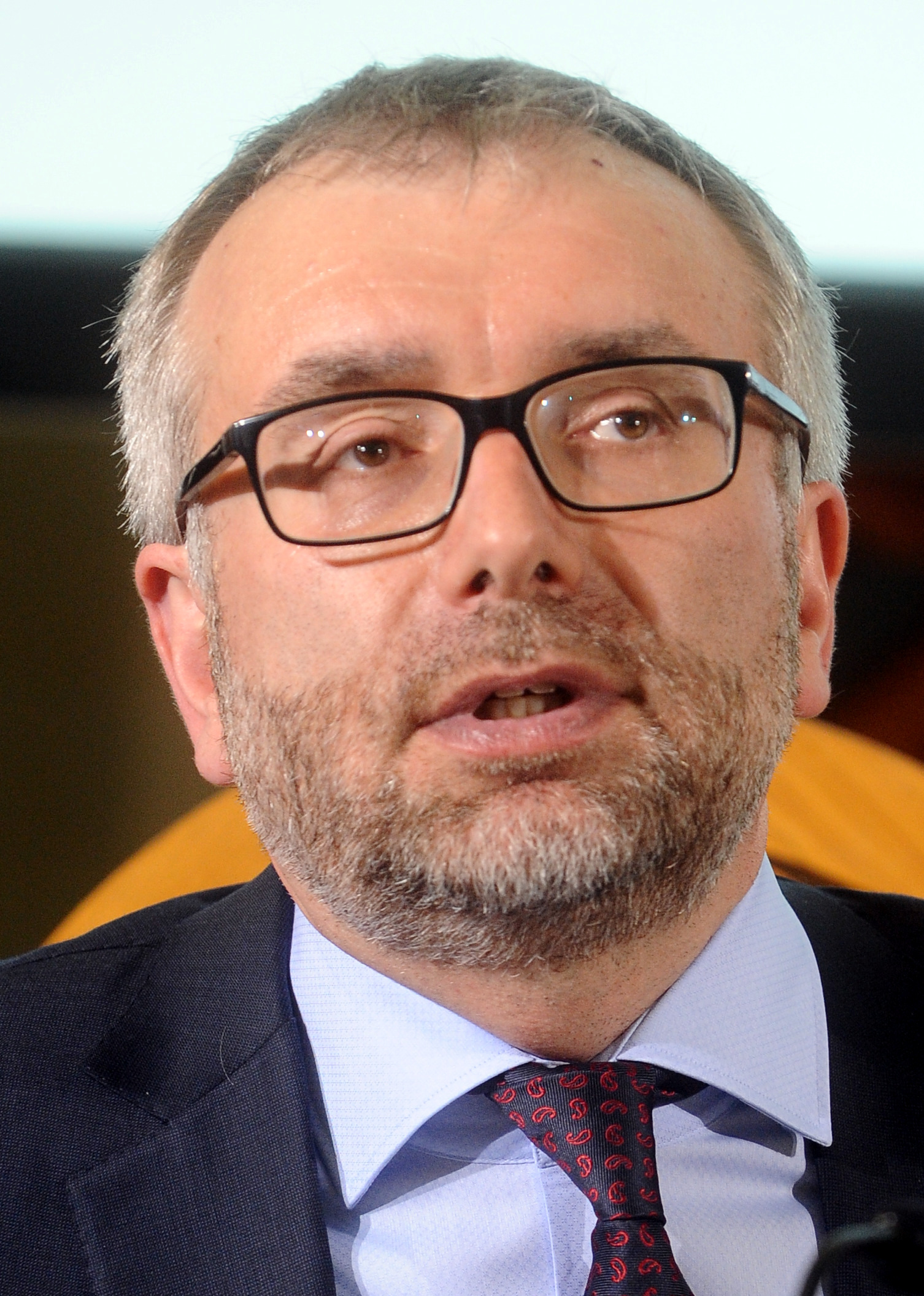
Fabrizio Zilibotti am Festival dell’Economia in Trento.

Fabrizio Zilibotti (* 7. September 1964 in Vignola, Italien) ist ein italienischer Ökonom.

## Leben
Zilibotti ist „Tuntex Professor of International and Development Economics“ an der Yale University. Zuvor war er Professor am University College London, der Universität Zürich, sowie am Institute for International Economic Studies in Stockholm. Er ist Co-Editor von Econometrica, ehemaliger Managing Editor bei der Review of Economic Studies (2002–2006), und ehemaliger Chief Editor des Journal of the European Economic Association (2009–2014). Außerdem ist er Associate Editor des Journal of Economic Growth und der China Economic Review. Er ist Mitglied der Econometric Society und des CEPR, sowie Mitglied der Academia Europaea (2012). Er publizierte in mehreren internationalen wissenschaftlichen Zeitschriften, unter anderem in der American Economic Review, Econometrica, dem Journal of Political Economy, dem Quarterly Journal of Economics, sowie in der Review of Economic Studies.

## Auszeichnungen
Im Jahr 2009 erhielt Zilibotti den Yrjö Jahnsson Award der European Economic Association verliehen für „seinen großen Beitrag zum besseren Verständnis, wie technologischer Fortschritt das Wachstum einer Wirtschaft in verschiedenen Stadien der Entwicklung beeinflusst. Er trug ebenfalls zur positiven Analyse des Wohlfahrtsstaates bei, indem er erklärt, wie das Zusammenspiel von ökonomischen und politischen Kräften die staatliche Umverteilung beeinflusst.“ Zilibotti teilte den Preis mit John van Reenen von der London School of Economics.
2012 erhielt Zilibotti den Sun Yefang Award der Chinese Academy of Social Science für seine wissenschaftliche Arbeit Growing like China (mit Zheng Song und Kjetil Storesletten).

## Publikationen (Auswahl)
- Matthias Doepke, Fabrizio Zilibotti: Parenting  with  Style:  Altruism  and  Paternalism in  Intergenerational  Preference  Transmission. In: Econometrica. 85. Jahrgang, Nr. 5, 2017, S. 1331–1371, doi:10.3982/ECTA14634.
- Michael Koenig, Dominic Rohner, Mathias Thoenig, Fabrizio Zilibotti: Networks in Conflict: Theory and Evidence from the Great War of Africa. In: Econometrica. 85. Jahrgang, Nr. 4, 2017, S. 1093--1132, doi:10.3982/ECTA13117.
- Fabrizio Zilibotti: Growing and Slowing Down Like China. In: Journal of the European Economic Association. 15. Jahrgang, Nr. 5, 2017, S. 943–988, doi:10.1093/jeea/jvx018.
- Michael Koenig, Lorenz Jan, Fabrizio Zilibotti: Innovation vs. Imitation and the Evolution of Productivity Distribution. In: Theoretical economics. 11. Jahrgang, Nr. 3, 2016, S. 1053–1102, doi:10.3982/TE1437.
- Zheng Song, Kjetil Storesletten, Yikai Wang, Fabrizio Zilibotti: Sharing High Growth across Generations: Pensions and Demographic Transition in China. In: American Economic Journal: Macroeconomics. 7. Jahrgang, Nr. 2, 2015, S. 1–39, doi:10.1257/mac.20130322.
- Dominic Rohner, Mathias Thoenig, Fabrizio Zilibotti: War Signals: A Theory of Trade, Trust, and Conflict. In: Review of Economic Studies. 80. Jahrgang, Nr. 3, 2013, S. 1114–1147, doi:10.1093/restud/rdt003.
- Zheng Song, Kjetil Storesletten, Fabrizio Zilibotti: Rotten Parents and Disciplined Children: A Politico-Economic Theory of Public Expenditure and Debt. In: Econometrica. 80. Jahrgang, Nr. 6, 2012, S. 2785–2803, doi:10.3982/ECTA8910.
- Zheng Song, Kjetil Storesletten, Fabrizio Zilibotti: Growing Like China. In: American Economic Review. 101. Jahrgang, Nr. 1, 2011, S. 196–233, doi:10.1257/aer.101.1.196.
- Matthias Doepke, Fabrizio Zilibotti: Occupational Choice and the Spirit of Capitalism. In: Quarterly Journal of Economics. 123. Jahrgang, Nr. 2, 2008, S. 747–793, doi:10.1162/qjec.2008.123.2.747.
- Philippe Aghion, Robin Burgess, Stephen Redding, Fabrizio Zilibotti: The Unequal Effects of Liberalization: Evidence from Dismantling the License Raj in India. In: American Economic Review. 98. Jahrgang, Nr. 4, 2008, S. 1397–1412, doi:10.1257/aer.98.4.1397.
- Daron Acemoğlu, Philippe Aghion, Claire Lelarge, John Van Reenen, Fabrizio Zilibotti: Technology, Information, and the Decentralization of the Firm. In: Quarterly Journal of Economics. 122. Jahrgang, Nr. 4, 2007, S. 1759–1799, doi:10.1162/qjec.2007.122.4.1759.
- Daron Acemoğlu, Philippe Aghion, Fabrizio Zilibotti: Distance to Frontier, Selection, and Economic Growth. In: Journal of the European Economic Association. 4. Jahrgang, Nr. 1, 2006, S. 37–74, doi:10.1162/jeea.2006.4.1.37.
- Matthias Doepke, Fabrizio Zilibotti: The Macroeconomics of Child Labor Regulation. In: American Economic Review. 95. Jahrgang, Nr. 5, 2005, S. 1492–1524, doi:10.1257/000282805775014425.
- John Hassler, Jose V. Rodriguez Mora, Kjetil Storesletten, Fabrizio Zilibotti: The Survival of the Welfare State. In: American Economic Review. 93. Jahrgang, Nr. 1, 2003, S. 87–112, doi:10.1257/000282803321455179.
- Daron Acemoğlu, Fabrizio Zilibotti: Productivity Differences. In: Quarterly Journal of Economics. 116. Jahrgang, Nr. 2, 2001, S. 563–606, doi:10.1162/00335530151144104.
- Ramon Marimon, Fabrizio Zilibotti: Unemployment vs. Mismatch of Talents: Reconsidering Unemployment Benefits. In: The Economic Journal. 109. Jahrgang, Nr. 455, 1999, S. 266–291, doi:10.1111/1468-0297.00432.
- Daron Acemoğlu, Fabrizio Zilibotti: Was Prometheus Unbound by Chance? Risk, Diversification, and Growth. In: Journal of Political Economy. 105. Jahrgang, Nr. 4, 1997, S. 709–751, doi:10.1086/262091.